# Paul Karge
Paul Karge  (* 3. Oktober 1881 in Lawitz; † 28. Oktober 1922 in Bad Lippspringe) war ein deutscher Orientalist.

## Leben
Von 1893 bis 1902 besuchte er das Gymnasium in Guben. Von 1902 bis 1906 studierte er Theologie an der Universität Breslau. Nach der Priesterweihe am 23. Juni 1907 war er von 1907 bis 1909 war er Präfekt am Knabenkonvikt Breslau. Nach dem Dr. theol. am 6. März 1909 war er von 1909 bis 1911 Stipendiat am Palästina-Institut der Görres-Gesellschaft in Jerusalem (ausgedehnte Reisen und eigene Grabungen besonders am See Genezareth). Am 1. Dezember 1911 wurde er Benefiziat am Breslauer Dom. Nach der Habilitation am 17. Mai 1912 für alttestamentliche Theologie war er 1912 Begleiter des Herzogs Johann Georg von Sachsen (Ägyptenreise). Am 12. November 1917 wurde er ao. Professor für Kunde des christlichen Orients in Münster. Er wurde in Neuzelle begraben.

## Schriften (Auswahl)
- Geschichte des Bundesgedankens im Alten Testament. Münster 1910, OCLC 633108427.
- Die Resultate der neueren Ausgrabungen und Forschungen in Palästina. Münster 1912, OCLC 603516308.
- Babylonisches im Neuen Testament. Münster 1913, OCLC 25962390.
- Rephaim. Die vorgeschichtliche Kultur Palästinas und Phöniziens. Archäologische und religionsgeschichtliche Studien. Paderborn 1917, OCLC 833488821.